# ستيريون شمبري
ستيريون شمبري (الاسم العلمي:Satyrium schimperi) هو نوع من النباتات يتبع جنس الستيريون من الفصيلة السحلبية.